# Асташова Світлана Сергіївна
Світлана Сергіївна Асташова (нар. 30 серпня 1981) — білоруська футболістка, нападниця та захисниця. Виступала за збірну Білорусі.

## Життєпис
На початку кар'єри грала за клуби Білорусі. У січні 2003 року в складі «Бобруйчанки» брала участь в турнірі «Дружба-2003». Наприкінці 2003 року знову грала за бобруйський клуб і стала володаркою Кубку Білорусі.
У 2000-ні роки виступала за клуби вищої ліги Росії — «Енергетик-КМВ» (Кисловодськ), «Спартак» (Москва), «СКА-Ростов-на-Дону», «Надія» (Ногінськ). У складі «Спартака» ставала срібним призером чемпіонату Росії (2006) і дворазовою фіналісткою Кубку Росії (2005, 2006).
У 2010 році після паузи, пов'язаної з народженням дитини, почала виступати в чемпіонаті Білорусі. У складі «Бобруйчанки» стала неодноразовою чемпіонкою країни (2010, 2011, 2012) та володаркою Суперкубку країни (2011, 2012). У складі «Мінська» також вигравала золоті нагороди (2013, 2014), ставала переможницею Кубку Білорусі (2013, 2014) і Суперкубку країни (2014 року). З клубом «Зорка-БДУ» була срібним призером чемпіонату (2015, 2016 2017), фіналісткою національного Кубку (2015, 2016 2017) і володаркою Суперкубку (2017), була капітаном команди. Наприкінці кар'єри знову грала за «Бобруйчанку», проте в цей період клуб не здобув жодного трофею. Всього в чемпіонатах Білорусі відзначилася понад 100 голами. У 2012 році стала автором 38 голів (друге місце в суперечці бомбардирів сезону), у 2013 році забила 21 м'яч (увійшла в п'ятірку найкращих). Неодноразово відзначалася трьома й більше голами за матч, в одному з поєдинків відзначилася 7-ма голами. У складі «Бобруйчанка» і «Мінська» брала участь в матчах єврокубків.
Визнана найкращою футболісткою Білорусі 2015 року.
Виступала за національну збірну Білорусі. У 2013-2015 роках зіграла 7 матчів у відбіркових турнірах чемпіонатів світу та Європи, про ранні виступи гравчині дані відсутні.

## Особисте життя
Народила сина Йосипа, якого назвала на честь Сталіна.